# Toire no Hanako-san
Toire no Hanako-san (jap. トイレの花子さん, dt. „Hanako von der Toilette“) ist ein japanischer Geist (Obake) in einer Großstadtlegende bzw. den in Japan weitverbreiteten Schul-Geistergeschichten (gakkō no kaidan). 

## Inhalt
Die genauen Details der Geschichte variieren sehr stark von Ort zu Ort. Allen gemein ist jedoch, dass Hanako ein Geist ist, der die Mädchentoilette (üblicherweise in Grundschulen) heimsucht. Häufig wird sie als Mädchen mit Pagenschnitt und rotem Rock dargestellt.
In einer Fassung aus der Präfektur Tochigi, die wohl die bekannteste ist, befindet sie sich auf der Mädchentoilette im dritten Stock hinter der dritten Tür. Herbeigerufen wird sie, indem man dreimal an ihre Tür klopft und „Hanako-san asobimasho“ (「花子さん遊びましょ」, dt. „Hanako, lass uns spielen gehen“) ruft, woraufhin Hanako mit einem langgezogenen „Hai“ (「はーい」, dt. „Jaa“) antwortend erscheint.
In Utsunomiya in derselben Präfektur muss man im dritten Stock eine Toilettentür öffnen, dreimal „Hanako-san“ rufen, das Klopapier abreißen und hinunterspülen, woraufhin eine Hand aus dem Klo erscheint.
In Yokohama in der Präfektur Kanagawa findet sich in den Grundschulen zusätzlich eine männliche Variante namens Yōsuke (andernorts auch als Tarō oder Shirō bekannt) auf der Jungentoilette. Nachdem man von Hanako oder Yōsuke angesprochen wurde, muss man innerhalb von drei Sekunden fliehen oder wird getötet. Wenn man dreimal um Yōsukes Toilette geht und „Hanako-san“ sagt, erscheint aus dieser Toilette eine blutige Hand.
Ein Beispiel für die große Varietät der Sage ist eine Fassung aus der Präfektur Yamagata. In dieser besitzt Hanako eine Echsenform und drei 3 m lange Köpfe. Wenn ein Mädchen sich auf der Toilette laut erleichtert, schnellt Hanako hervor und frisst es auf.

## Rezeption
Toire no Hanako-san ist eine der bekanntesten modernen Schulgeistergeschichten. Der Schriftsteller Bintarō Yamaguchi sieht sie gar als zentrale Figur des Schulgeistergeschichten-Booms der 1990er Jahre. Die hohe Prävalenz der Hanako-Geschichten unter Grundschülern wird auch als Auslöser für Blasenentleerungsstörungen wie das Hinman-Syndrom verantwortlich gemacht.
Gelegentlich wird sie auch als Vorlage für „Die Maulende Myrte“ in Joanne K. Rowlings Romanreihe Harry Potter vermutet.
Die Geschichte wurde mehrfach verfilmt. 1995 erschien unter der Regie von Jōji Matsuoka der Horrorfilm Toire no Hanako-san, der 1998 in Yukihiko Tsutsumis Shinsei Toire no Hanako-san (新生 トイレの花子さん, dt. „die Wiedergeburt von Hanako von der Toilette“) eine inoffizielle Fortsetzung fand. 2013 erschien eine weitere Verfilmung von Masafumi Yamada und 2016 Toire no Hanako-san Shinshō – Hanako vs Yōsuke (トイレの花子さん新章 〜花子VSヨースケ〜) von Yasutake Torii.
Masato Sasaki führte Regie bei dem 1997 auf VHS veröffentlichten V-Cinema-Zweiteiler Toire no Hanako-san und von Kōta Yoshida stammt 2007 eine weitere Videomarktproduktion namens Gakkō no Toshi Densetsu: Toire no Hanako-san (学校の都市伝説 トイレの花子さん, dt. „die Schulgroßstadtlegende: Hanako von der Toilette“).
In animierter Form erschien 1996 ein gleichnamiger Anime-Kinofilm unter der Regie von Akitarō Daichi und 1994–1995 die 35-teilige Anime-Serie Gakkō no Kowai Uwasa: Hanako-san ga Kita!! (学校のコワイうわさ 花子さんがきた!!, dt. „Gruslige Gerüchte der Schule: Hanako ist gekommen!“) von Group Tac. Zudem hat sie Auftritte in Jigoku Sensei Nūbē (1996/1997) von Toei Animation, Haunted Junction (1997) von Studio Deen und Gakkō no Kaidan (2000/2001) von Studio Pierrot.
Manga, die das Thema verarbeiteten, sind u. a. Hanako to Gūwa no Terror (花子と寓話のテラー) von Sakae Esuno von 2004/2005, Toire no Hanako-san von Arata Yoshikawa von 2005 bis 2007 sowie Fushigi Tsūshin Toire no Hanako-san (ふしぎ通信トイレの花子さん) von Hiromu Mogi (Text) und Akimasa Nanjō (Zeichnungen) von 2008/2009. Eine pornografische Bearbeitung (Hentai) des Themas unter dem Titel Alignment You! You! (あらいめんとゆーゆー, Araimento Yū Yū) stammt von Matsumoto Drill Kenkyūjo von 2006 und wurde zudem als Anime adaptiert. Ein weiterer Manga, der die Legende von Hanako aufgreift, ist Jibaku Shōnen Hanako-kun von AidaIro, in der Hanako allerdings ein Junge ist. Eine Umsetzung als Anime erschien Anfang des Jahres 2020 unter dem Titel Toilet-Bound Hanako-kun.